# Ulstein
Ulstein è un comune norvegese della contea di Møre og Romsdal.
Il comune è stato istituito nel 1837.
Il territorio comunale comprende la parte occidentale dell'isola di Hareidlandet, l'isola di Dimna situata ad ovest di Hareidlandet e l'isola di Eika situata invece a sud oltre ad alcune isole minori situate nello stretto che separa Hareidlandet dall'isola di Gurskøya. Da un punto di vista morfologico prevalgono zone pianeggianti e paludose con basse colline nell'interno, la massima elevazione è il monte Blåtinden (697 m s.l.m.) situato nella parte meridionale.
Il centro abitato principale è il capoluogo Ulsteinvik, situato sulla costa occidentale dell'isola, un'altra urbana è il centro abitato di 
Dragsund.
Nella parte settentrionale, sia sulla costa sia sulle isole al largo dell'isola di Hareidlandet si trovano alcune aree protette a tutela dell'avifauna che vi nidifica.